# 格陵蘭望遠鏡

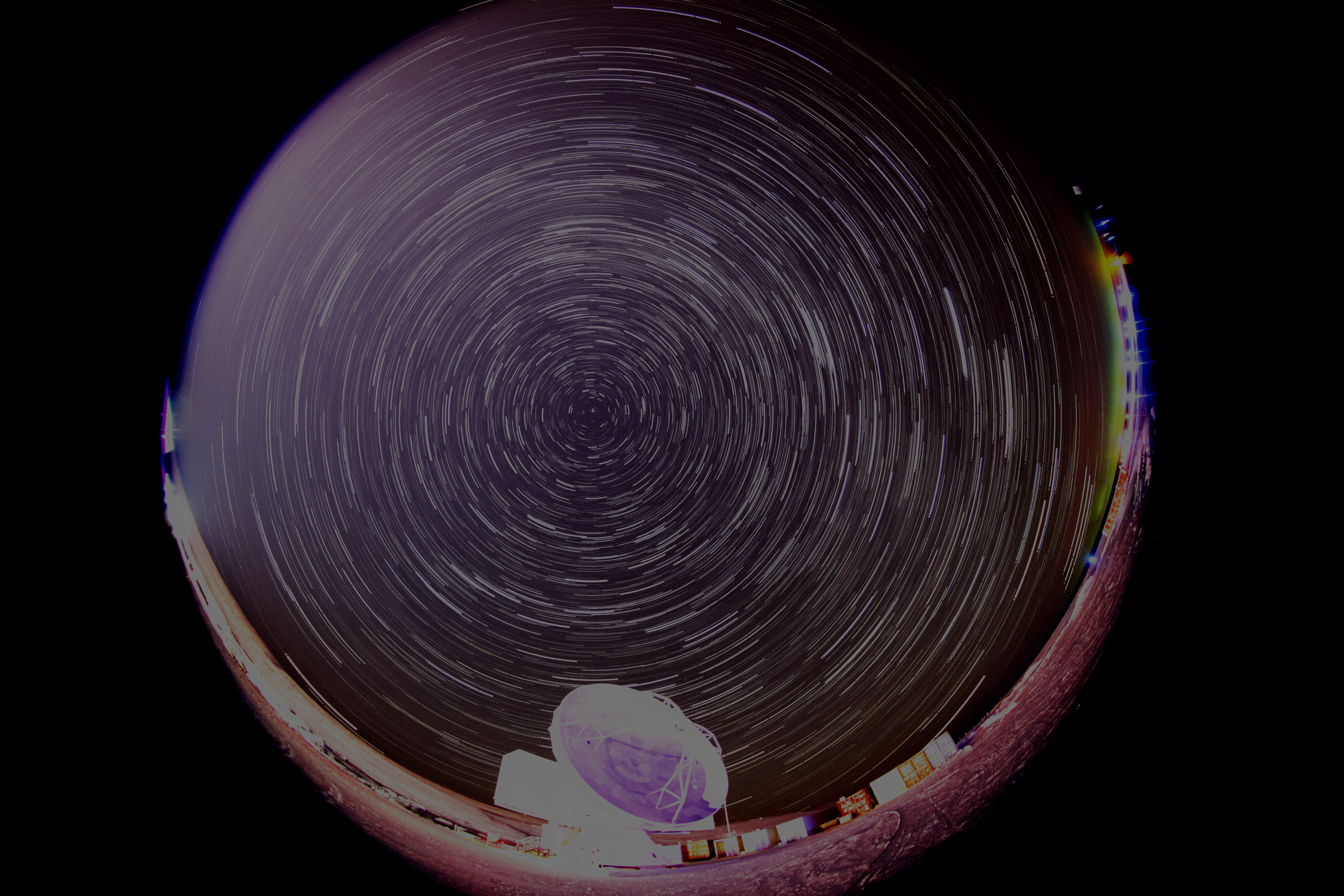
2017年永夜期間，於格陵蘭望遠鏡所在位置拍攝之星軌

格陵蘭望遠鏡（英語：Greenland Telescope），是一座電波天文望遠鏡，也是中華民國中央研究院天文及天文物理研究所主導的一項國際合作計畫之簡稱。2011年該所及其合作成員機構史密松天文物理台、美國國家電波天文臺、海斯塔克天文臺共同向美國國家科學基金會提出申請而取得該電波天文望遠鏡的使用權，最初計畫即預定將之部署於格陵蘭島上，興建過程中許多精密儀器設備是由國家中山科學研究院製作，於2018年完成，成為全球第一座位於北極圈內的重要天文觀測站。發起該計畫的中研院院士賀曾樸表示，在本項計畫中，臺灣除了樹立在北極圈設立第一個次毫米波天文觀測站的里程碑以外，且ALMA原型望遠鏡經過改裝後，解析力成為原型機的一千倍，足以證明「台灣可以跟國際競爭，做到世界級水準」。
最初，中研院天文所將該計畫命名為特長基線干涉儀計畫（英文名：VLBI），2012年更名為格陵蘭望遠鏡*與次毫米波特長基線干涉儀計畫。目前名為「格陵蘭望遠鏡」的該碟型望遠鏡原為ALMA原型天線之一（屬「北美機型」，由ALMA北美團隊設計製造），口徑為12米，2012至2015年間改裝為適合極地氣候使用後，2016至2017年間獲拆解、船運送抵格陵蘭，於2017年7月，在格陵蘭島上圖勒港口附近再度組裝完成，同年12月開始一系列在圖勒附近的平地觀測：12月25日在86GHz頻段試觀測成功，2018年1月在230GHz頻段對獵戶座KL星觀測，取得CO譜線，最終目標是在海拔高度3200公尺的「峰頂基地」（為美國國家科學基金會所有）運作，該處位於整個格陵蘭冰層之最高點，是大氣條件極適合次毫米波觀測的地點。為了適應零下71度的低溫，望遠鏡必須透過調整結構和材質等方式改裝，這部分升級望遠鏡天線的技術皆由國家中山科學研究院提供。
格陵蘭望遠鏡重要觀測目標之一為M87星系的超大質量黑洞，近期已成功加入事件視界望遠鏡及其他全球特長基線干涉陣列，共同觀測了黑洞，同時在該觀測計畫期間也已確定位於北極的格陵蘭望遠鏡與位於南美洲智利的ALMA望遠鏡連線成功，形成了地球上南北向最長的基線，將近10,000公里之長，這麼長的基線對提高次毫米波段解析力極有貢獻，且獲益最大者是ALMA望遠鏡（由於南北向之故）。除了「觀測M87星系中心黑洞陰影」以外，格陵蘭望遠鏡的科學目標還包括「觀測緊鄰於超大質量黑洞之噴流、吸積盤最內側區域」、以探討相對論性噴流、精確地取得黑洞自旋、黑洞質量等，在天文物理上，這些是黑洞相關研究很重要之參數。
根據事件視界望遠鏡網站敘述，以普通刮鬍刀刃面厚度（約400奈米）為例，若欲將刀片厚度換算為天文長度單位「角分」，手持一刀片，於約一手臂長度往天空方向目視此刀片，則此厚度在天空中約等於0.5角分，而事件視界望遠鏡的角解析力能觀測到較此刀片厚度細線更細百萬倍的物體。藉由南北向更長基線的取得，格陵蘭望遠鏡也使事件視界望遠鏡解析力更加提升，讓這個洲際連線的干涉陣列延展到北極圈，成為探索宇宙更強大的工具。
除了加入干涉陣列以外，也能以單碟模式從事高頻次毫米波觀測研究，跨入新興的"THz波段"領域。THz波在天文學上，過去，因測量工具技術限制，未能得充分探討，現今則新材料及技術瓶頸已突破，按學界預期，未來數十年內針對此議題將產出豐富探討，因此，作為「第一代地面型THz波望遠鏡」的格陵蘭望遠鏡，對THz波段後續的研究方向，將提出重要參考。

## 外部連結
- 格陵蘭望遠鏡*與次毫米波特長基線干涉儀計畫
- 東森電視「百年孤寂：聚焦格陵蘭 （页面存档备份，存于）」
- The M87 Workshop: Towards the 100th Anniversary of the Discovery of Cosmic Jets （页面存档备份，存于）